# Atropacarus plumatus
Atropacarus plumatus är en kvalsterart som beskrevs av Wojciech Niedbała 2004. Atropacarus plumatus ingår i släktet Atropacarus och familjen Phthiracaridae. Inga underarter finns listade.